# Don Plusquellic

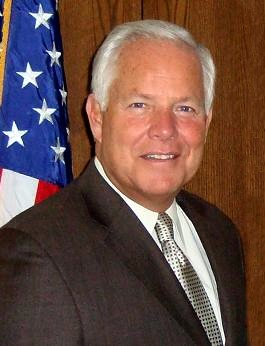
Don Plusquellic (2008)

Donald L. „Don“ Plusquellic (* 1949 in Akron, Ohio) ist ein US-amerikanischer Politiker (Demokratischen Partei). Er war von 1987 bis 2015 Bürgermeister von Akron im Bundesstaat Ohio und von 2004 bis 2005 Präsident der United States Conference of Mayors.
Plusquellic wuchs in Akron auf. Nach der High School besuchte er zunächst die Pittsburgh School of Engineering und erwarb an der Bowling Green State University seinen Hochschulabschluss. Später erwarb er den Juris Doctor an der University of Akron.
1973 wurde er erstmals in den Stadtrat von Akron gewählt und gehörte dem Gremium 13 Jahre lang an, in den Jahren 1984 bis 1987 als Vorsitzender. Im November 1987 wurde er zum 59. Bürgermeister von Akron gewählt und seitdem fünfmal wiedergewählt. Er ist damit der bisher dienstälteste Bürgermeister der Stadt. Von 2004 bis 2005 war er außerdem Präsident der United States Conference of Mayors, des US-amerikanischen Städtetags. Plusquellic ist ferner Vizepräsident der internationalen Friedensorganisation Mayors for Peace.
Plusquellic wird eine zupackende, hartnäckige, wenn auch streitbare Art zugeschrieben und gilt als der fähigste Bürgermeister einer Großstadt in Ohio. Außerdem zählt er zu den Verfechtern umfassender Schulbildung. So setzte er hohe Kredite und Steuererhöhungen zum Ausbau der Schulen in den ärmeren Stadtvierteln durch und ließ mit hohem finanziellen Aufwand die vom industriellen Niedergang gezeichnete Innenstadt sanieren. Dagegen scheiterte sein Plan, mittels Verpachtung des städtischen Kanalnetzes Gelder für College-Stipendien freizumachen.
Vor allem wird Plusquellic eine erfolgreiche Wirtschaftspolitik bescheinigt, etwa hinsichtlich seiner Bemühungen, den Reifenhersteller Goodyear in der Stadt zu halten und die Polymerforschung auszubauen. Nationale Bekanntheit erlangte er vor allem durch seinen Einsatz für gemeindeübergreifende Gewerbegebiete, die Joint Economic Development Districts (JEDDs). 2000 wurde er auf der Titelseite des Wall Street Journal abgebildet.
Allerdings stieg die kommunale Schuldenlast in seiner Amtszeit stark an auf das nunmehr 1,6fache der jährlichen Steuereinnahmen. Kritiker halten ihm deshalb vor, „ökonomisch sinnlose“ Schulden produziert zu haben. Das im Juni 2009 gegen ihn eingeleitete Abberufungsverfahren scheiterte jedoch.
Im Mai 2015 gab er seinen Rücktritt bekannt.
Plusquellic ist geschieden und hat zwei Kinder.

## = Weblinks
=
- City Mayors: Mayor of Akron (Ohio). City Mayors Foundation, 8. November 2009, abgerufen am 19. Januar 2011.
- Akron: Office of the Mayor. Donald L. Plusquellic, 8. November 2009, archiviert vom Original am 6. März 2013; abgerufen am 19. Januar 2011 (offizielle Webseite; teils politisch motivierte, positive Darstellung).